# ادمون قود

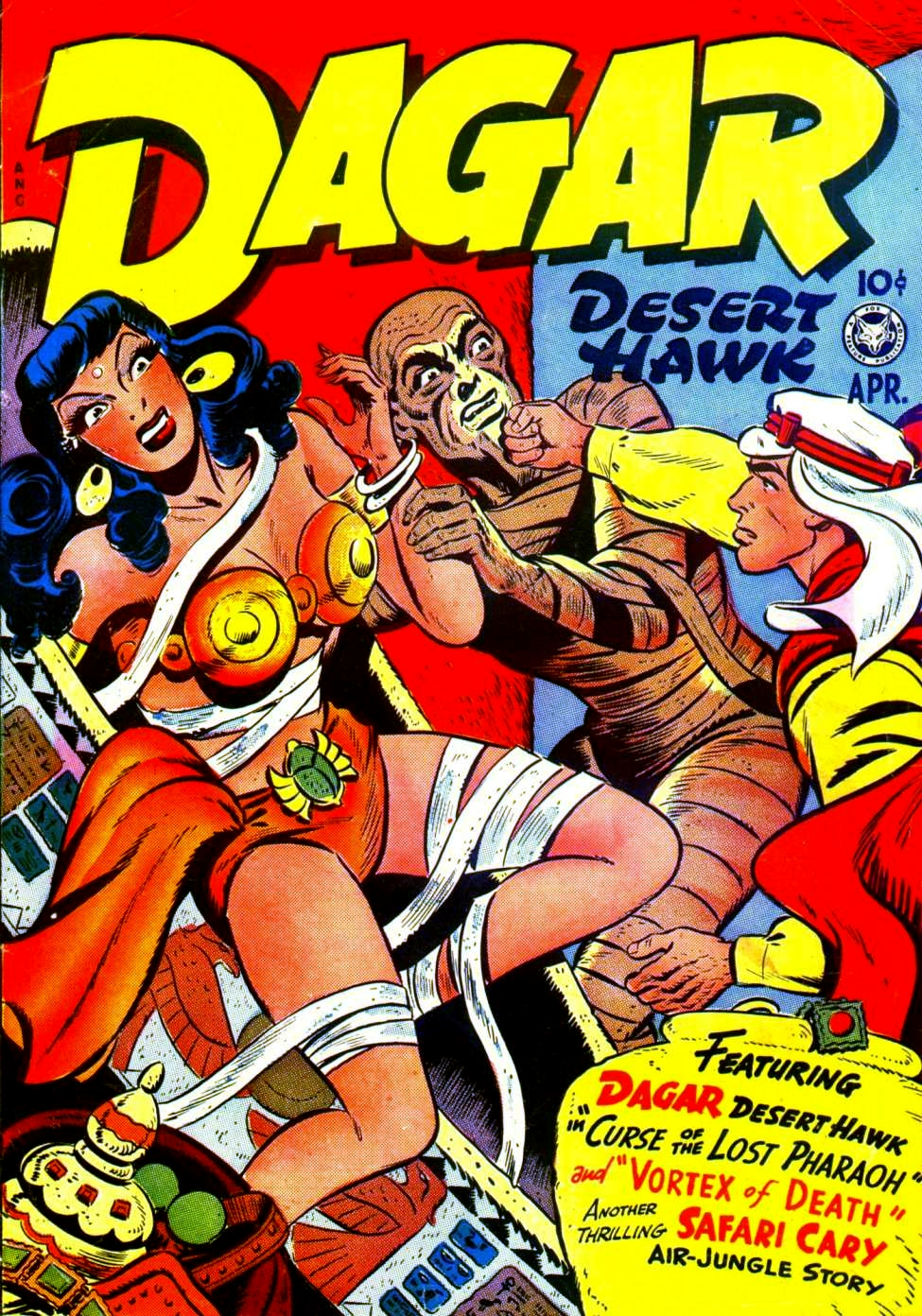
غلاف العدد 15 من سلسلة Dagar (سنة 1948) – من إصدار شركة Fox Feature Syndicate (وهي شركة لم تعد موجودة).

ادمون قود (بالإنجليزية: Edmond Elbridge Good) هو رسام توضيحي كندي، ولد في 1 يوليو 1910 في ساكو في الولايات المتحدة، وتوفي في 22 سبتمبر 1991.